# Ламхвудже, Маттиас
Матти́ас Хе́инссон Ламхву́дже (фар. Mattias Heðinsson Lamhauge; род. 2 августа 1999 года в Торсхавне, Фарерские острова) — фарерский футболист, вратарь датского клуба «Фредерисия» и национальной сборной Фарерских островов.

## Клубная карьера
Маттиас является воспитанником клуба «ХБ». Во взрослом футболе он дебютировал в составе второй команды «красно-чёрных» 11 марта 2017 года, пропустив 1 мяч в матче первого дивизиона против «Б68». Всего в своём первом сезоне на взрослом уровне голкипер отыграл 12 встреч в рамках первой фарерской лиги, в которых пропустил 20 голов. В 2018—2019 годах Маттиас выступал на правах аренды за «АБ». За этот клуб он впервые сыграл в фарерской премьер-лиге: 19 августа 2018 года вратарь пропустил гол от «Б36». Суммарно Маттиас провёл 10 игр за «бордовых» в чемпионате Фарерских островов и пропустил в них 28 мячей. В сезоне-2019 он также сыграл 8 встреч в составе «ХБ II», на его счету были 14 пропущенных голов.
В 2020 году Маттиас перешёл из «ХБ II» в «Б36». Его дебют за «чёрно-белых» состоялся 27 мая 2020 года, когда он пропустил 1 гол от «ТБ» в матче первенства архипелага. Это была единственная игра голкипера в сезоне-2020, а в остальных «первыми номерами» команды выступали Суймин Хансен и Роуи Хенце. В 2021 году Маттиас активно участвовал в кампании Кубка Фарерских островов, внеся весомый вклад в победу «Б36». С сезона-2021 он также стал основным вратарём клуба в чемпионате. Маттиас провёл в «Б36» 4 сезона, приняв участие в общей сложности в 81 игре фарерской премьер-лиги и пропустив в них 84 мяча.
10 января 2024 года вратарь перебрался из «Б36» в датскую «Фредерисию», представлявшую первый дивизион Дании. Он отыграл 12 встреч второй половины сезона 2023/24, пропустив 18 голов. Сезон 2024/25 Маттиас начал основным вратарём «Фредерисии», пропустив 4 мяча в первых 3 турах первого дивизиона, после чего серьёзно травмировал руку. Заменивший его Вальдемар Бирксё настолько хорошо себя проявил, что после возвращения в строй Маттиас потерял место в основном составе. Зимой 2025 года Бирксё согласился на отложенный до лета трансфер в «Фредрикстад», однако это не повлияло на роль Маттиаса как вратаря-резервиста.

## Международная карьера
В 2017 году Маттиас провёл 2 встречи за юношескую сборную Фарерских островов (до 19 лет) и пропустил в них 3 мяча. 29 марта 2022 года он дебютировал за национальную сборную Фарерских островов, «насухо» отстояв товарищескую встречу со сборной Лихтенштейна. В первые 3 года взрослой международной карьеры Маттиас сыграл 9 матчей за свою национальную команду, пропустив 10 голов.
| Матчи Маттиаса Ламхвудже за национальную сборную Фарерских островов | Матчи Маттиаса Ламхвудже за национальную сборную Фарерских островов | Матчи Маттиаса Ламхвудже за национальную сборную Фарерских островов | Матчи Маттиаса Ламхвудже за национальную сборную Фарерских островов | Матчи Маттиаса Ламхвудже за национальную сборную Фарерских островов | Матчи Маттиаса Ламхвудже за национальную сборную Фарерских островов |
| №                                                                   | Дата                                                                | Оппонент                                                            | Счёт                                                                | Соревнование                                                        |                                                                     |
| ------------------------------------------------------------------- | ------------------------------------------------------------------- | ------------------------------------------------------------------- | ------------------------------------------------------------------- | ------------------------------------------------------------------- | ------------------------------------------------------------------- |
| 1                                                                   | 29 марта 2022                                                       | Лихтенштейн                                                         | 1:0                                                                 | Товарищеский матч                                                   |                                                                     |
| 2                                                                   | 19 ноября 2022                                                      | Республика Косово                                                   | 1:1                                                                 | Товарищеский матч                                                   |                                                                     |
| 3                                                                   | 25 марта 2018                                                       | Молдова                                                             | 1:1                                                                 | Отбор ЧЕ-2024                                                       |                                                                     |
| 4                                                                   | 7 сентября 2023                                                     | Польша                                                              | 0:2                                                                 | Отбор ЧЕ-2024                                                       |                                                                     |
| 5                                                                   | 10 сентября 2023                                                    | Молдова                                                             | 0:1                                                                 | Отбор ЧЕ-2024                                                       |                                                                     |
| 6                                                                   | 12 октября 2023                                                     | Польша                                                              | 0:2                                                                 | Отбор ЧЕ-2024                                                       |                                                                     |
| 7                                                                   | 15 октября 2023                                                     | Чехия                                                               | 0:1                                                                 | Отбор ЧЕ-2024                                                       |                                                                     |
| 8                                                                   | 20 ноября 2023                                                      | Албания                                                             | 0:0                                                                 | Отбор ЧЕ-2024                                                       |                                                                     |
| 9                                                                   | 26 марта 2024                                                       | Дания                                                               | 0:2                                                                 | Товарищеский матч                                                   |                                                                     |

Итого: 9 матчей и 10 пропущенных голов; 1 победа, 3 ничьи, 5 поражений.

## Достижения
«Б36»
- Обладатель Кубка Фарерских островов (1): 2021